# El Mene de San Lorenzo
Pour les articles homonymes, voir San Lorenzo.
El Mene de San Lorenzo, ou simplement San Lorenzo, est la capitale de la paroisse civile de Libertador de la municipalité d'Acosta de l'État de Falcón au Venezuela.